# Otdel de Maikop

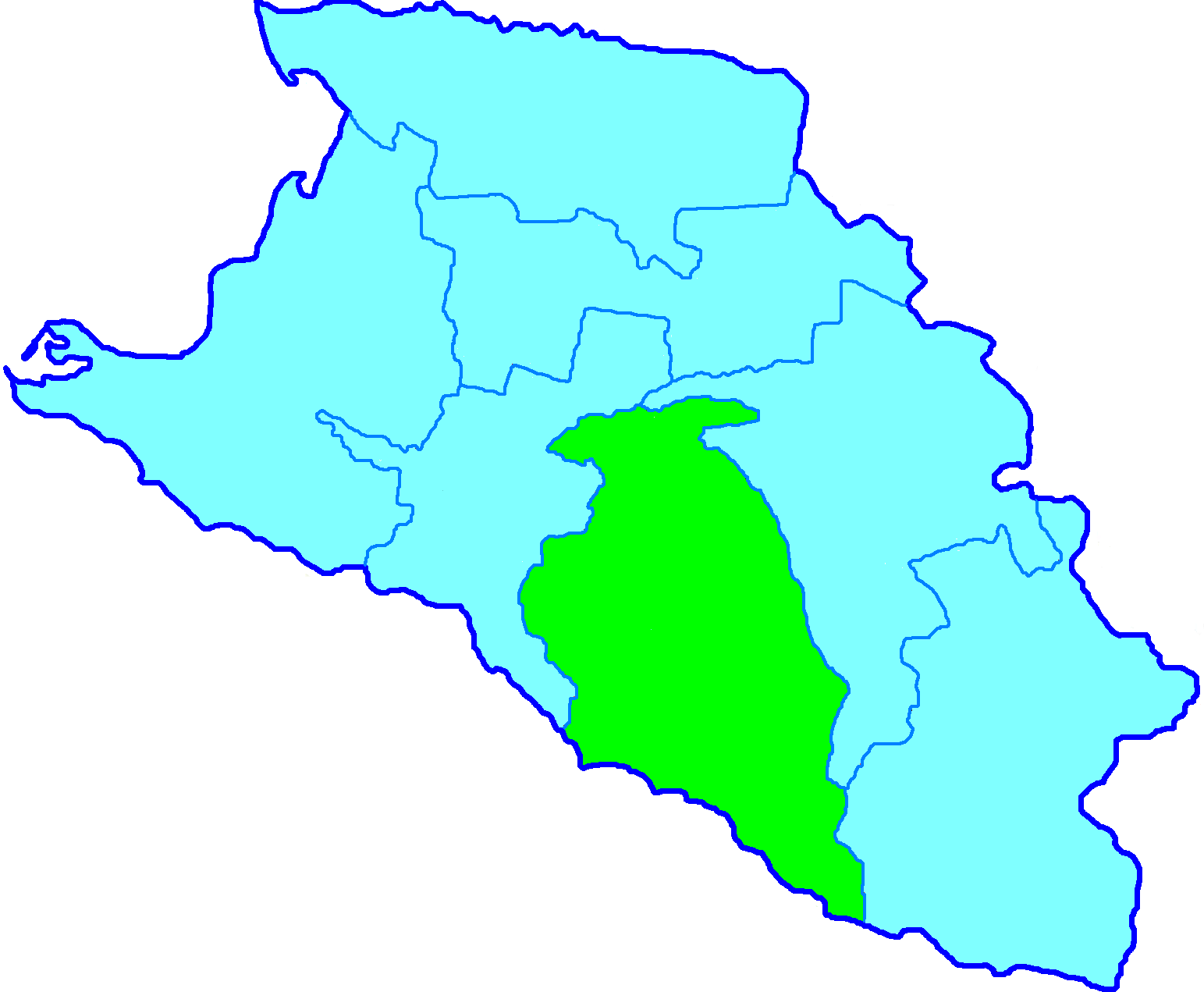
Localización del otdel de Maikop en el óblast de Kubán.

El otdel de Maikop (del ruso: Майкопский отдел) fue una división administrativa territorial del óblast de Kubán del Imperio ruso y del óblast de Kubán-Mar Negro de la República Socialista Federativa Soviética de Rusia dentro de la Unión de Repúblicas Socialistas Soviéticas, que existió entre 1869 y 1924. Tenía una superficie de 14 613.6 verstas cuadradas. En 1897 tenía 283 117 habitantes. Su centro administrativo era la ciudad de Maikop.
Ocupaba la parte meridional del óblast, haciendo frontera a través del Cáucaso con la gubernia de Chernomore. Correspondería a gran parte de la actual república de Adiguesia y parte de los raiones de Beloréchensk, Apsheronsk y Mostovskói del krai de Krasnodar.
Las localidades más importantes a finales del siglo XIX (entre paréntesis el número de habitantes) eran Maikop (34 327), Yaroslávskaya (8 063), Beloréchenskaya (6 792), Nekrásovskaya (5 812), Kostromskaya (5 802), Jánskaya (5 500), Vozdvízhenskaya (5 154), Perepravnaya (4 532), Kuzhorskaya (4 188), Pshejskaya (3 319), Novolabínskaya (3 280) y Guiaguínskaya

## Historia
Fue constituido en 1869 como uyedz de Maikop, parte del óblast de Kubán. El 27 de enero de 1876 partes de su territorio pasaron a formar parte de los uyedz Zakubanski y Kavkazski. En 1888 se reinstaura el otdel de Maikop. Tras el establecimiento del poder soviético, el otdel pasa a formar parte del óblast de Kubán-Mar Negro. En parte de los otdel de Maikop y Ekaterinodar, de población adigué, se formó el Óblast Autónomo Circasiano (Adigué), con centro administrativo en Krasnodar, el 27 de julio de 1922. El 2 de junio de 1924 se abolió el óblast y se estableció el Óblast del Sudeste, en el que parte del distrito se convertiría en el ókrug de Maikop del krai del Cáucaso Norte.

## División administrativa
A partir del 26 de enero de 1923, el otdel se dividía en 18 volosts:
1. Abadzéjskaya,
2. Apsheronskaya,
3. Beloréchenskaya,
4. Bzhedujovskaya,
5. Velikaya,
6. Guiaguínskaya,
7. Gúbskaya,
8. Gurískaya,
9. Dagestánskaya,
10. Dondukovskaya,
11. Maikopskaya,
12. Novosvobodnaya,
13. Perepravnaya,
14. Psebaiskaya,
15. Pshejskaya,
16. Riazánskaya,
17. Jadyzhenskaya,
18. Yaroslávskaya.